# Simmias von Theben
Simmias von Theben war ein antiker griechischer Philosoph. Er lebte im späten 5. und im frühen 4. Jahrhundert v. Chr. und gehörte zum Freundes- und Schülerkreis des Sokrates.

## Leben
Über das Leben und die Persönlichkeit des Simmias ist wenig bekannt, doch gelten die meisten biographischen Nachrichten als relativ zuverlässig, denn sie stammen von Platon und Xenophon, zwei Zeitgenossen, die ihn kannten und ebenfalls Sokratiker waren. Platon ließ Simmias in seinem Dialog Phaidon als einen der Hauptgesprächspartner auftreten. Inwieweit die Äußerungen, die der Dialogfigur in dem literarisch gestalteten Werk in den Mund gelegt werden, tatsächlich der philosophischen Position des historischen Simmias entsprechen, ist allerdings unklar. Es kann sich weitgehend oder gänzlich um eine dem literarischen Zweck dienende Fiktion handeln.
Simmias stammte aus Theben. Er stand dort in seiner Jugend ebenso wie sein enger Freund, Gefährte und Mitbürger Kebes mit dem Pythagoreer Philolaos in Verbindung, der wegen der Verfolgung der Pythagoreer in seiner süditalischen Heimat nach Griechenland emigriert war und zeitweilig in Theben lebte. Daher werden die beiden thebanischen Philosophen oft als Schüler des Philolaos und als Pythagoreer bezeichnet. Die Richtigkeit dieser Zuordnung ist aber nicht bewiesen, denn aus einem möglicherweise nur kurzzeitigen Kontakt folgt nicht zwangsläufig, dass die beiden lernbegierigen jungen Männer die philosophischen Ansichten des Emigranten teilten. Das Gedankengut, das Platon Simmias zuschreibt, widerspricht teils der pythagoreischen Seelenlehre und macht nicht den Eindruck eines gefestigten Weltbilds; der Thebaner erscheint in dieser Darstellung einerseits als relativ leichtgläubig, andererseits als Zweifler und Sucher, der an der Ungewissheit festhält und kaum bereit ist, sich endgültig überzeugen zu lassen.
Später übersiedelten Simmias und Kebes nach Athen, um sich dem dortigen Weisheitssucher Sokrates anzuschließen. Sie fanden Aufnahme in die engere Umgebung des prominenten Denkers. Als der zum Tode verurteilte Sokrates im Jahr 399 v. Chr. im Gefängnis auf seine Hinrichtung wartete, setzten sie sich für einen Fluchtplan ein, der unter den Freunden des Verurteilten erwogen wurde. Simmias bot an, das Geld zur Verfügung zu stellen, das für diesen Zweck benötigt würde. Sokrates verwarf jedoch den Plan aus grundsätzlichen Erwägungen. Diese Episode zeigt, dass der Thebaner im Gegensatz zu seinem Lehrer relativ wohlhabend war. Am Tag der Hinrichtung war Simmias anwesend und beteiligte sich am letzten philosophischen Gespräch. Nach Platons Angaben war er damals noch jung. Über sein weiteres Schicksal ist nichts bekannt.

## Rezeption
Platons Darstellung im Phaidon prägte das Bild, das sich die Nachwelt von Simmias machte. In dem berühmten Dialog wird geschildert, wie Sokrates am Tag seiner Hinrichtung mit Simmias und Kebes die Bedeutung des Todes erörtert. Dabei stellt sich zunächst heraus, dass die beiden Thebaner von Philolaos keine nähere Auskunft darüber erhalten haben, wie der Tod aus philosophischer Sicht zu beurteilen ist. Daher wird diese Frage nun aufgegriffen und einer eingehenden Untersuchung unterzogen. Sokrates trägt Argumente für die Unsterblichkeit der Seele vor, doch es gelingt ihm nicht, Simmias restlos zu überzeugen. Der skeptische Thebaner, der anfangs Einwände erhoben hat, findet die vorgebrachte Argumentation zwar einleuchtend, aber er weist auf die Irrtumsanfälligkeit solcher Überlegungen hin und behält sich vor, weiterhin zu zweifeln. Sokrates lobt die kritische Haltung des jungen Mannes und ermuntert ihn, sich weiterhin und noch gründlicher um die Klärung der Frage zu bemühen. Eine intensive Forschungsdebatte kreist um die von der Dialogfigur Simmias im Phaidon vorgetragene Hypothese, der zufolge Seele nur eine Bezeichnung für die Harmonie der materiellen Elemente des Körpers ist.
In Platons Dialog Phaidros ist Simmias nicht unter den Teilnehmern, wird aber mit höchstem Respekt erwähnt. Sokrates lobt seinen diskussionsfreudigen Freund Phaidros, der mehr Beiträge zum philosophischen Diskurs geleistet habe als jeder seiner Zeitgenossen mit Ausnahme des (wesentlich jüngeren) Simmias, der ihn als einziger übertreffe. Dieses außergewöhnliche Lob fällt besonders auf, weil die Thebaner in Athen als grobe Menschen ohne sprachliche Ausdruckskraft galten und ihre geistigen Fähigkeiten abschätzig beurteilt wurden.
Xenophons Beschreibung der Persönlichkeit des Simmias ist ebenfalls vorteilhaft. Nach seiner Schilderung zählte der Thebaner zu den Sokratikern, die nicht als Redner und Rechtskundige der Öffentlichkeit imponieren wollten, sondern sich einfach nur bemühten, tüchtige und gute Menschen zu sein und ihre Pflichten gegenüber Angehörigen, Freunden, Mitbürgern und dem Staat ehrenhaft zu erfüllen.
Nach der Suda, einer byzantinischen Enzyklopädie, verfasste der Sokratesschüler Phaidon von Elis einen Dialog mit dem Titel Simmias. Demnach müsste der Thebaner in diesem nach ihm benannten Werk, von dem ansonsten keine Spur überliefert ist, eine Hauptrolle gespielt haben. Die Glaubwürdigkeit der Suda-Nachricht gilt aber als zweifelhaft.
Eine zentrale Rolle spielt Simmias in Plutarchs Dialog Über das Daimonion des Sokrates. Das fiktive Gespräch findet im Jahr 379 v. Chr. in Theben im Haus des an einer Verletzung leidenden Simmias statt. Dort trifft sich eine Gruppe von Verschwörern, die einen Umsturz herbeiführen will, um Theben von der oligarchischen Tyrannis zu befreien, und außerdem philosophische Themen erörtert. Simmias selbst ist nicht an der Verschwörung beteiligt. Er erscheint in diesem Dialog als Gelehrter, der Platon auf dessen Ägyptenreise begleitet hat und sich auf seinen Reisen eine Fülle von Kenntnissen über nichtgriechische Weisheitslehren angeeignet hat. Er trägt seine Interpretation des Daimonions vor, einer göttlichen Instanz, von der sich Sokrates nach Platons und Xenophons Angaben beraten ließ. Plutarchs Simmias fasst das Daimonion nicht als eine Worte artikulierende innere Stimme des Sokrates auf, sondern als einen Daimon, ein unkörperliches Wesen, das mit dem Geist des berühmten Philosophen in unmittelbarem Kontakt gestanden habe und ihm seine Botschaften klanglos übermittelt habe. Schließlich erzählt Simmias den „Timarchmythos“, die Geschichte der Belehrungen, die Timarch von Chaironeia – eine von Plutarch erfundene Gestalt – von einem Daimon erhalten habe.
Der kaiserzeitliche Philosophiegeschichtsschreiber Diogenes Laertios nennt die Titel von 23 Dialogen, die Simmias verfasst haben soll. Dabei kann es sich nur um kurze Schriften gehandelt haben, da sie in einer einzigen Papyrusrolle zusammengestellt waren. Die Fragen, ob diese Dialoge wirklich existierten und  ob sie zumindest zum Teil authentische Werke des thebanischen Sokratikers waren, bleiben offen.
Nach einer erst in späten Quellen überlieferten Anekdote deutete Simmias einen Traum Platons, in dem dieser sich in einen Schwan verwandelte.
Simmias erscheint auch unter den Gesprächspartnern im Buch über den Apfel (arabisch Risālat at-tuffāḥa, lateinisch Liber de pomo), einer freien Umgestaltung des Phaidon-Stoffs, deren griechischer Originaltext verloren ist. Dieses im Mittelalter in arabischen Fassungen verbreitete und ins Hebräische und Lateinische übersetzte populäre philosophische Werk unbekannten Ursprungs enthält angebliche Darlegungen des Aristoteles im Kreis seiner Schüler kurz vor seinem Tod. Hier gibt Simmias den Anstoß zur Diskussion über die Seele.

## Ikonographie
Ein in Mytilene gefundenes Fußbodenmosaik aus dem späten 3. oder aus dem 4. Jahrhundert, das sich heute im Archäologischen Museum von Mytilini befindet, zeigt Sokrates im Gespräch mit Simmias und Kebes. Offenbar ist eine Szene aus Platons Phaidon dargestellt.